# Huda Akil
Huda Akil (Damasco, Siria, 19 de mayo de 1945) es una neurocientífica siria cuya investigación pionera ha contribuido a la comprensión de la neurobiología de las emociones, entre ellos el dolor, la ansiedad, depresión y el abuso de sustancias. Es conocida por proporcionar la primera evidencia fisiológica de la función de las endorfinas en el cerebro y demostrar que las endorfinas se activan por el estrés y pueden causar la inhibición del dolor.
Es una de los principales siete científicos que conforman el grupo de trabajo de investigación Hope For Depression, que juntos desarrollaron un plan de investigación que combina los conocimientos más avanzados en genética, epigenética, biología molecular, electrofisiología e imágenes cerebrales en un esfuerzo por acelerar la investigación científica de vanguardia relacionada con la depresión y su humor relacionado y los trastornos emocionales. A lo largo de su carrera, ha sido distinguida con numerosos premios y afiliación a varias sociedades, más notablemente se desempeñó como presidenta de la Society for Neuroscience, la organización de neurociencias más grande del mundo.

## Biografía

### Primeros años y educación
Akil nació en Damasco, Siria, donde fue criada por una familia que creía firmemente en la educación, incluso para las mujeres, en un lugar y época que no valoraba la educación de las mujeres. Asistió a una escuela católica francesa desde el preescolar hasta la escuela secundaria, donde fue educada por monjas de todo el mundo. Se inspiró para seguir una vida científica después de leer un libro sobre Marie Curie, que le fue entregado por una de las monjas francesas en la biblioteca. Akil se refirió a este caso como un «punto de inflexión» en su vida donde se dio cuenta de que una mujer que creció lejos de los centros de conocimiento, Reino Unido, Francia y los Estados Unidos, puede convertirse en una científica, como Curie.
Obtuvo su licenciatura en la Universidad Americana de Beirut en Líbano. Ingresó a la universidad como estudiante de segundo año, con una beca de la Fundación Rockefeller que le exigía que obtuviera excelentes calificaciones, lo cual le resultó particularmente difícil, ya que no hablaba el inglés con fluidez. Sin embargo, cumplió con este requisito y se graduó summa cum laude en 1967, y recibió un bachillerato en Psicología. Akil inicialmente se interesó en la psicolingüística, un interés que despertó su padre, que fue psicólogo.
Después de graduarse, Akil continuó en la Universidad Americana de Beirut con un proceso de enseñanza-aprendizaje por un año antes de su viaje a Estados Unidos para continuar con su educación en la Universidad de Iowa. En la Universidad de Iowa, tomó un curso sobre los aspectos básicos de la neurociencia y la farmacología atrayendo su interés, lo que la llevó a completar una rotación en el laboratorio de electrofisiología donde investigó sobre el aprendizaje con Steve Fox. Akil pronto fue aceptada en la Universidad de California en Los Ángeles (UCLA) para obtener su doctorado. En UCLA, trabajó con John Liebeskind en la investigación del dolor y, después de completar su doctorado, se unió al laboratorio de Jack Barchas en la Universidad Stanford.

## Trayectoria e investigación
La investigación de Akil abarca muchas áreas, pero está arraigada comúnmente en la comprensión de las emociones. A lo largo de su carrera, su investigación incluyó trabajos sobre receptores de opiáceos, análisis de funciones estructurales, estudios del comportamiento, neurobiología del trastorno psiquiátrico agudo, cerebros post mortem e investigación genética molecular. Akil declaró que: «Siempre se trató de entender los circuitos de las emociones. Siempre he estado interesada en la forma en que el proceso de respuesta al mundo cambia el cerebro y cómo, a su vez, el cerebro cambia el entorno de los animales y las percepciones del mundo. Me encanta todo».
En 1970, Akil se asoció a John Liebeskind, un profesor asistente en la UCLA interesado en la neurobiología del dolor, y específicamente se enfocó en los circuitos neuronales del dolor fantasma, 
y la idea de que el dolor fantasma no era un fenómeno puramente físico, sino que también tenía un papel psicológico. Otro miembro del laboratorio observó que la estimulación eléctrica reducía en lugar de mejorar la experiencia del dolor, lo que motivó a Akil y su compañero, David Mayer, a continuar investigando este fenómeno, al que más tarde llamaron «analgesia producida por estimulación» (SPA por sus siglas en inglés). Al trabajar con ratas, encontraron que la estimulación en varios sitios mesencefálicos y diencefálicos erradicaba la capacidad de respuesta a los estímulos dolorosos y dejaba otros receptores sensoriales relativamente poco afectados.
Esta idea de la SPA se convirtió en el tema de la tesis doctoral de Akil. La investigación adicional en esta área se realizó en la rata empleando la prueba de la retirada de la cola (Tail flick test) de D'Armour y Smith para investigar el papel que desempeñaban las monoaminas cerebrales, la dopamina, la noradrenalina y la serotonina. Akil y sus colegas utilizaron cuatro métodos distintos para alterar la transmisión en las vías de monoaminas: el agotamiento de las reservas de monoaminas, el reemplazo de las reservas de monoaminas agotadas, la potenciación de los sistemas de monaminas, y el bloqueo de los receptores de catecolamina; los cuatro métodos produjeron resultados consistentes en el interior. En 1977, descubrieron que el antagonista narcótico naloxona revertía parcialmente la analgesia producida por la estimulación eléctrica focal del cerebro. En este estudio se produjo analgesia en la sustancia gris periacueductal, un área del cerebro que contiene una gran cantidad de puntos de unión de opiáceos. Este estudio, junto a los resultados de otros estudios realizados en ese momento, sugirió que existe un sistema neuronal natural en el cerebro, que utiliza una sustancia similar a la morfina para producir analgesia, sin embargo, no se sabía si la activación de este sistema se produjo farmacológicamente por estimulación directa del receptor o eléctricamente por la secreción de la sustancia endógena. Una combinación de investigación conductual, farmacológica y bioquímica condujo a Akil y sus colegas del Laboratorio Barchas en Stanford hacia las endorfinas, concretamente dos péptidos llamados encefalinas. 
Lo que siguió fue una carrera contra otros grupos de investigación para identificar estas sustancias químicas similares a la morfina y determinar qué activa el sistema. Esencialmente, desarrollaron un tipo de analgesia inducido por estrés que respondía a la naloxona. Basándose en investigaciones anteriores, Akil y sus colegas establecieron que en el tipo de estrés agudo provoca un aumento significativo en los péptidos opioides, encefalinas y endorfinas con una reducción simultánea en la capacidad de respuesta al dolor.
Akil continuó investigando en el área de péptidos opioides y sus receptores en el Instituto de Investigación de Salud Mental de la Universidad de Míchigan, donde trabajó como científica básica. Su equipo combinó sus esfuerzos de investigación con los de su esposo Stanley Watson, que también trabajaba en la Universidad de Míchigan como psiquiatra biológico. Después de caracterizar la anatomía de cuatro péptidos opioides, betaendorfina, dinorfina, metionina encefalina y leucina encefalina y sus receptores, los dos grupos clonaron dos tipos de receptores y realizaron análisis de estructura y función para determinar la base molecular de alta afinidad y selectividad hacia ligandos endógenos. A lo largo de los años, los dos laboratorios llevaron a cabo una extensa investigación en una variedad de mecanismos moleculares y neurales relacionados con la reactividad al estrés y su vinculación con la ansiedad y la depresión, centrándose en el vínculo de los opioides y sus receptores en la analgesia inducida por el estrés, así como en el papel de los receptores del esteroide de la hormona del estrés en la emocionalidad.
Akil y Stanley Watson fueron los primeros en demostrar que existe una sensibilidad anormal y reducida para la retroalimentación rápida de glucocorticoides que se produce a nivel del cerebro, en lugar de la pituitaria en pacientes deprimidos.

## Premios y honores
Akil es una científica condecorada que ha recibido numerosos premios por su destacada investigación a lo largo de su carrera, entre ellos se incluye el premio Pacesetter del Instituto Nacional sobre el Abuso de Drogas en 1993. Al año siguiente le fue otorgado el premio Robert J. and Claire Pasarow Foundation Medical Research por Neurosiquiatría. En 1998, Akil fue honrada con el premio Sachar de la Universidad de Columbia y el premio Unrestricted Research Funds de Bristol Myers Squibb. Asimismo, ganó el premio John P. McGovern en Ciencias del Comportamiento de la Academia Estadounidense de las Artes y las Ciencias en 2006, y en 2007 recibió el premio Mika Salpeter a la Trayectoria de la Sociedad de Neurociencia, y el premio Patricia Goldman-Rakic por Neurociencia Cognitiva. Fue galardonada también con el premio Paul Hoch al servicio de investigación destacada del colegio Estadounidense de Neuropsicofarmacología en 2010, el premio Sarnat 2012 del Instituto de Medicina compartido con su esposo Stanley Watson, y el premio de la Association of American Medical Colleges 2013 a la investigación destacada en Ciencias Biomédicas.
Asimismo, ha sido honrada con la afiliación a varias sociedades, entre ellos el Instituto de Medicina de la Academia Nacional de Ciencias de Estados Unidos, la Asociación Estadounidense para el Avance de la Ciencia y la Academia Estadounidense de las Artes y las Ciencias. Adicionalmente, se desempeñó como presidenta del colegio Estadounidense de Neuropsicofarmacología en 1998 y presidenta de la Society for Neuroscience en 2004. Es copresidenta del Comité Directivo de Neurociencias de la Foundation for the National Institutes of Health y miembro del consejo del Instituto de Medicina de la Academia Nacional de Ciencias de Estados Unidos.